# Wincenta Zawadzka

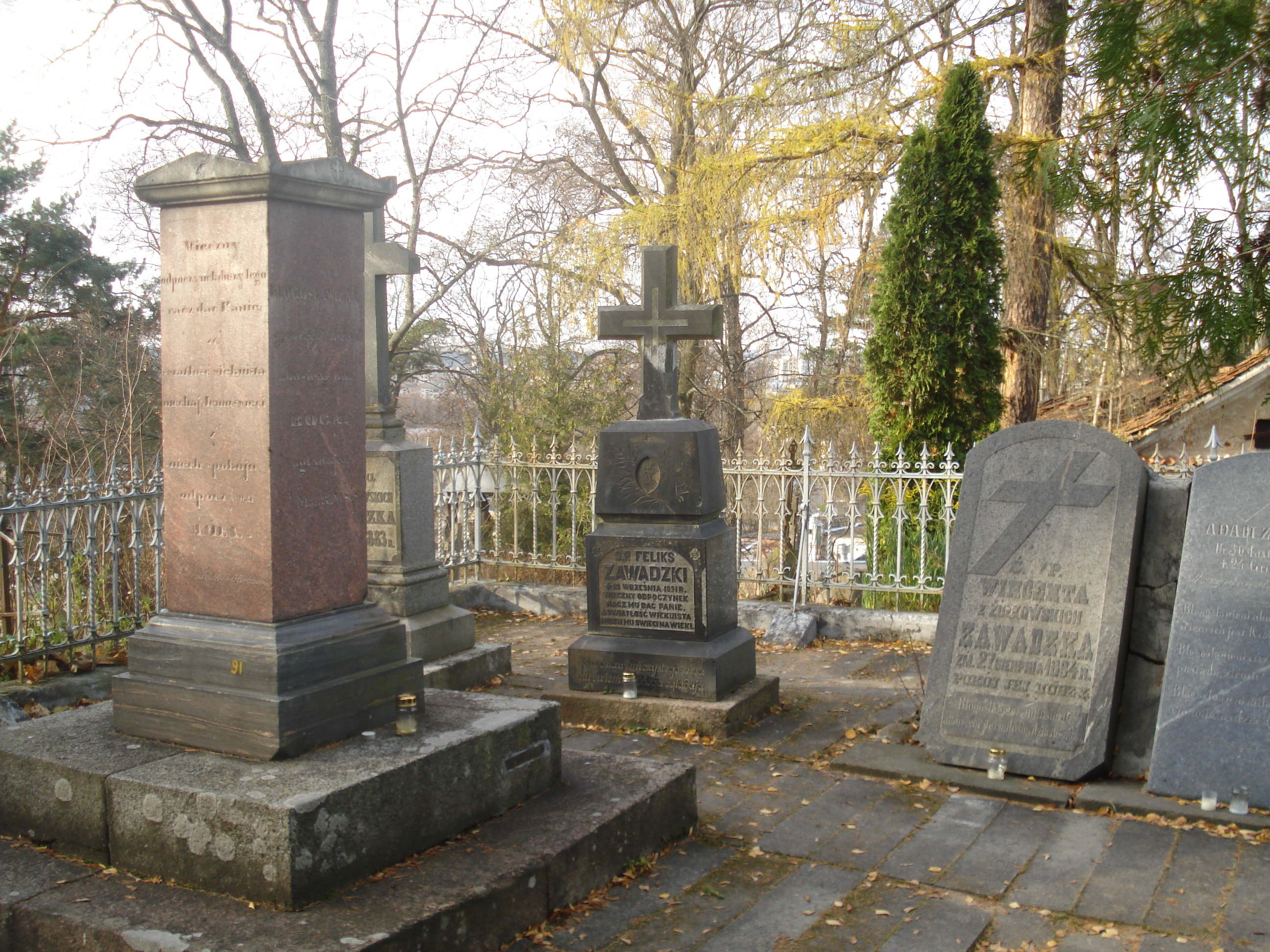
Groby rodziny Zawadzkich na cmentarzu na Antokolu w Wilnie, z prawej strony tablica nagrobna Wincenty Zawadzkiej

Wincenta lub Wincentyna Zawadzka z domu Żółkowska (ur. ok. 1824, zm. 27 sierpnia 1894) – autorka książki kucharskiej Kucharka litewska, wydanej po raz pierwszy w 1854 roku pod pseudonimem W.A.L.Z. i wielokrotnie później wznawianej.
Była córką wileńskiego drukarza i księgarza, Aleksandra Żółkowskiego. W 1843 roku wyszła za mąż za wydawcę Adama Zawadzkiego. Przed opublikowaniem własnej książki kucharskiej zredagowała Gospodynię litewską Anny Ciundziewickiej.